# Dragučova
Dragučova este o localitate din comuna Pesnica, Slovenia, cu o populație de 264 de locuitori.